# Треугольная торговля
Треугольной торговлей называют характерный для конца XVI — начала XIX веков трансатлантический торговый обмен между тремя частями света — Африкой, Америкой и Европой. Европейские суда при этом курсировали между всеми тремя вершинами «золотого треугольника»:
- Европейские суда совершали морской переход к берегам Гвинейского залива для приобретения рабов как дешёвой рабочей силы.
- После пленения либо покупки рабов их перевозили через Атлантический океан для продажи в Вест-Индии либо в континентальной Америке.
- Из Америки в Европу вывозили произведённые с использованием рабского труда продукты — сахар, кофе, какао, табак, индиго, хлопок, томаты, золото, серебро.

Треугольная торговля существовала и в Азии начала XIX века: британцы экспортировали в Индию дешёвые ткани, на полученные от их продажи средства скупали опиум, который затем вывозили в Китай, где на вырученные от его реализации деньги приобретался чай для поставок в Европу.
Прообраз треугольной торговли можно увидеть в торговой деятельности итальянских городов-государств в X—XV вв. в Средиземноморье и, шире, торговом обмене с Северной Европой (см. Венецианская колониальная торговля).